# Словеначки толар
Толар (ИСО 4217: SIT) је била званична валута Словеније од 1991. до 2007. Састојао се из 100 стотина. Уведен је 1991. године уместо динара. Име је настало као комбинација речи ‘талер’ и ‘долар’.
Од 2004. курс толара је био везан за курс евра. 1. јануара 2007. замењен је евром, што је Словенију учинило првом новом чланицом ЕУ која је увела заједничку валуту. Од тог тренутка толар ће као куповно средство важити још свега две недеље.
Толаре је издавала Банка Словеније. Инфлација на годишњем нивоу је износила 0,8% у 2005.
Толар је издаван у апоенима у вредности од 1, 2, 5, 10, 20, 50, 100, 200, 500, 1000, 5000 и 10000 толара. На новчаницама су се налазиле познате особе из словеначке политике и историје, попут Приможа Трубара, Јурије Веге, Јоже Плечника, Ивана Цанкара, Јанеза Вајкарда Валвасора и Францета Прешерна.